# Pierre Drysdale
Pour les articles homonymes, voir Drysdale.
Pierre Drysdale est un auteur québécois de bande dessinée, animateur 2D, illustrateur, caricaturiste et blogueur.
Dessinateur humoristique au style classique à ses débuts, il a évolué avec les années vers un dessin plus stylisé et personnel et des sujets à caractère plus réalistes et sociaux, ce qui en fait un des pionniers de la BD d'auteur au Québec.

## Biographie
Pierre Drysdale fait ses études collégiales en Arts plastiques au Cégep du Vieux Montréal. En 1984, il complète à Québec ses études en Arts visuels à l'Université Laval.
Il est un des membres fondateurs du périodique Enfin Bref avec Marc Forest, Gag (André Gagnon), Danny Gagnon, Benoît Joly et Marc Pageau, un collectif de jeunes auteurs de la région de la ville de Québec publié aux Éditions À mains nues, , , .
Pierre Drysdale s'implique comme membre actif de la Société des Créateur(trice)s et Ami(e)s de la Bande Dessinée (ScaBD) 
depuis sa fondation en 1985. Il devient un joueur actif de sa Ligue d’improvisation en bandes dessinées. Il participe aussi à diverses publications québécoises dont La tordeuse d'épinal, Bambou,  et Solaris.
C'est par le biais de la ScaBD qu'il fait partie d'un échange d'auteurs entre le Québec et la Belgique qui mène à la publication de l'album collectif Ville Versa,  en 1990. Il est ensuite sélectionné pour publier une courte histoire dans l'album Rêves, album collectif de BD édité en 1992 par l'ACIBD, mêlant auteurs littéraires et auteurs de BD.
Pierre Drysdale participe à la ScaBD en tant que membre de son conseil d'administration pendant 4 ans.
En 1992, il publie son album intitulé L'homme de paille, , . De facture expérimentale, cette histoire traite de la folie d'un auteur de théâtre, aux prises avec son « alter ego », qui n'est qu'une autre facette de sa personnalité.

« Personnellement, j'ai toujours eu un faible pour ses bandes dessinées, habituellement des satires sociales à caractère intimiste où circule une tendre ironie. Cependant, L'Homme de paille se démarque résolument des œuvres précédentes de Drysdale. D'abord, il s'agit d'un projet nettement plus ambitieux. Ensuite, l'auteur a quitté la ligne claire pour un style anguleux jusque dans les bulles; il a de plus développé une stupéfiante maîtrise des contrastes. Chaque page est d'une grande richesse picturale. De ce point de vue, son album constitue une très belle réussite. »

Pierre Drysdale participe ensuite à plusieurs expositions collectives de bande dessinée à Québec et à Montréal. Son exposition individuelle, Quartier Outreville, est constituée d'une histoire en bande dessinée de 13 pages de très grand format qui se veut une observation sociale des habitants d'un quartier urbain fictif du Québec.
De 1992 à 1993, Pierre Drysdale devient coéditeur, membre de la rédaction, auteur et directeur artistique du magazine Zeppelin (de facture luxueuse sur papier couché) qui réunit des auteurs provenant de plusieurs endroits du Québec. Ce magazine remporte le Prix Bédéis causa bande dessinée de l’année au Festival de la bande dessinée francophone de Québec. Il devient aussi caricaturiste en direct pour des évènements spéciaux.
En 1999 il retourne aux études en infographie au Cégep de Sainte-Foy et se familiarise avec les techniques par ordinateur qui ont considérablement modifié son domaine de travail depuis quelques années. Il obtient son AEC en 2000.
C'est en 2002 qu'un autre album paraît aux Éditions Les 400 coups dans la collection Zone convective. Intitulé Un moment d'intimité,  et réalisé avec l'aide du Conseil des Arts et des Lettres du Québec, le sujet est le déclin de valeurs telles la fidélité, l'engagement amoureux ou l'esprit de compromis au profit du désir et de la passion.

« Si le schéma s’avère plutôt classique, Drysdale traite son sujet avec justesse, avec un excellent sens de la mise en scène, son pinceau soulignant le caractère grotesque des personnages tout en leur conservant de la tendresse. Ma seule réserve concerne la parcimonie avec laquelle est traitée la rupture du couple. Sinon, Drysdale ne devrait pas se gêner pour produire davantage. »

Il travaille ensuite pendant 5 ans pour des compagnies de multimédia comme animateur Adobe Flash sur des jeux webs et des dessins animés pour la télévision.
Depuis 2006, Pierre Drysdale est pigiste offrant ses services aux entreprises de publicité et de multimédia.

### Albums
- Contes citadins, éditions Romanichel, Québec, 1988
Scénario et dessin : Pierre Drysdale avec la participation de Marc Pageau pour une courte histoire
- L'Homme de paille[10], [11], [12], [13], éditions du Phylactère, Montréal, 1992
Scénario et dessin : Pierre Drysdale -  (ISBN 2921313189)
- Un moment d'intimité[16], [17], [18], éditions Les 400 coups, collection Zone convective, Montréal, 2001
Scénario et dessin : Pierre Drysdale -  (ISBN 2922103234)

### Albums collectifs
- Et vlan ! on s'expose... Quinze ans de bande dessinée dans la région de Québec — 1971/1985[20], Société des créateur(trice)s et ami(e)s de la Bande dessinée (ScaBD), Québec, 1985.
Scénario et dessin : Collectif
- Correspondance[21], Société des créateur(trice)s et ami(e)s de la Bande dessinée (ScaBD), collection Zeppelin le ballon qui éclate !, Québec, 1990.
Scénario et dessin : Collectif
- Ville Versa[8], [9], Éditions Papyrus, Neuville, 1990.
Scénario et dessin : Collectif -  (ISBN 2-921121-00-X)
- Le parc des vieux murs, Société des créateur(trice)s et ami(e)s de la Bande dessinée (ScaBD), collection Zeppelin le ballon qui éclate !, Québec, 1991.
Scénario et dessin : Collectif
- Tauromachie[22], éditions Hélium Z, Québec, 1992.
Scénario et dessin : Collectif
- Rêves[23], [24], [25], éditions du Phylactère/Paje éditeur/ACIBD, Montréal, 1992.
Scénario et dessin : Collectif -  (ISBN 2921497026)
- Cyclope, Éditions Les 400 coups, collection Zone convective, Montréal, 2000.
Scénario et dessin : Collectif -  (ISBN 2921497026)

### Romans
- La saison de basket de Fred, à titre d'illustrateur, roman jeunesse de Roger Poupart, 1997, Éditions Soulières, collection Chat de gouttière, Montréal.

### Périodiques
Magazines
- Enfin Bref[2], [3], [4], [5], revue de BD québécoises 1985 - 1987 ;
- Somnambulle[20], [26], revue de BD québécoises 1985 ;
- La tordeuse d'Épinal, bande dessinée québécoise 1986 - 1988 ;
- Bambou[6], [7], la bande décidée d'ici 1986 - 1988 ;
- Solaris, revue littéraire québécoise de science-fiction et de fantastique 1988 ;
- Zeppelin[27], [28], magazine BD de Québec 1992 - 1993 ;
- Délire, revue d’humour illustré, 1997-1998 ;
- Fun en bulles, bandes dessinées, France, 1997-1998 ;
- Zine Zag, 100 % BD, 2001.

Journaux
- Matricule[1], hebdomadaire étudiant de l'Université Laval, 1986.

Fanzines
- Rachel[29], [30], revue de BD expérimentale, 1986 ;
- Tauromachie, BD et sexualité, Éditions Romanichels, Québec, 1988 ;
- Opium, journal du club de caricature et de BD du CEGEP de Joliette, 1996.

## Expositions

### Individuelles
- 1993 : Quartier Outreville, Centre de documentation et d'animation en bande dessinée, Québec.

### Collectives
- 1985 : Et Vlan ! On s'expose... Quinze ans de bande dessinée dans la région de Québec — 1971/1985[31], [32], Galerie d'art La Passerelle, Sainte-Foy et Premier Salon international de la bande dessinée de Montréal ;
- 1988 : Symposium de b.d. actuelle de Québec[33], [34], [35], [36], Palais Montcalm, Québec ;
- 1991 : 5 ans d'aventures[37], Centre de documentation et d'animation en bande dessinée, Québec ;
- 1991 : Gag[38], Centre de documentation et d'animation en bande dessinée, Québec ;
- 1991 : Québec en BD, Centre de documentation et d'animation en bande dessinée, Québec ;
- 1992 : Tauromachie[22], Centre de documentation et d'animation en bande dessinée, Québec ;
- 1992 : Rêves, Cégep du Vieux Montréal, Montréal ;
- 1992 : Cadres, BD actuelle au Québec, Les Foufounes Électriques, VIIe Festival international de bande dessinée de Montréal, Montréal ;
- 1993 : Carnaval de la bande dessinée, Musée de la civilisation, Québec ;
- 1993 : Dessinateurs du Québec[39], Centre belge de la bande dessinée, Bruxelles (Belgique) ;
- 1993 : Zeppelin 4, Fou Bar, Québec ;
- 1993 : Omnésime, Cégep du Vieux Montréal, Montréal ;
- 1994 : Hommage à la Bande Dessinée, Galerie Marie-Christine, Montréal ;
- 1995 : Exposition, VIIe Festival de la bande dessinée francophone de Québec, Mail Fleur-de-Lys, Québec ;
- 1995 : Exposition Série B, Ciné Bistro, Québec ;
- 1997 : La mystérieuse BD de Québec (exposition itinérante), Galerie de la bibliothèque Gabrielle-Roy, Galerie du Faubourg (bibliothèque Saint-Jean-Baptiste), Québec ;
- 1997 : Journées de la culture, École BertranD, Montréal ;
- 1997 : Komicase, Salle Salaberry, Montréal ;
- 1999 : Semaine de la bande dessinée québécoise, Louvain-la-Neuve (Belgique) ;
- 1999 : Bédéistes en nos murs[40], Squatec ;
- 2010 : Caricaturistes en spectacle, Ve Festival 1001 Visages de la caricature, exposant et prestation de caricature en direct, Centre culturel Calixa-Lavallée, Montréal ;
- 2018 : 13e édition[41], XIIIe Festival 1001 Visages de la caricature, exposant et prestation de caricature en direct, salle de l'église, Val-David ;
- 2019 : 14e édition[42], XIVe Festival 1001 Visages de la caricature, exposant et prestation de caricature en direct, salle de l'église, Val-David.

## Distinctions
- 2002 :  Finaliste Prix Bédélys Québec — Grand Prix de la Ville de Québec (meilleur album de langue française publié au Québec par un ou des auteur.e.s canadien.ne.s), Festival de la bande dessinée francophone de Québec au gala des Bédéis Causa pour Un moment d'intimité, éditions Les 400 coups, collection Zone convective ;
- 1996 :  Titulaire d’une bourse longue durée du Conseil des Arts et des Lettres du Québec pour la création d’un album personnel Un moment d’intimité ;
- 1993 :  Lauréat Prix Bédéis causa bande dessinée de l’année, magazine Zeppelin, 6e Festival de la bande dessinée francophone de Québec, Québec [43] ;
- 1993 :  Finaliste Prix Onésime, catégorie meilleur album québécois de bande dessinée de l’année pour L'Homme de paille, éditions du Phylactère, Montréal ;
- 1985 :  Dessin animé Mirage sélectionné par Télé-Québec (alors appelée Radio-Québec) et diffusé à l’émission Les Petites Vues à la suite d'un concours ouvert aux jeunes animateurs étudiants dans les universités au Québec.